# Bezidu Nou

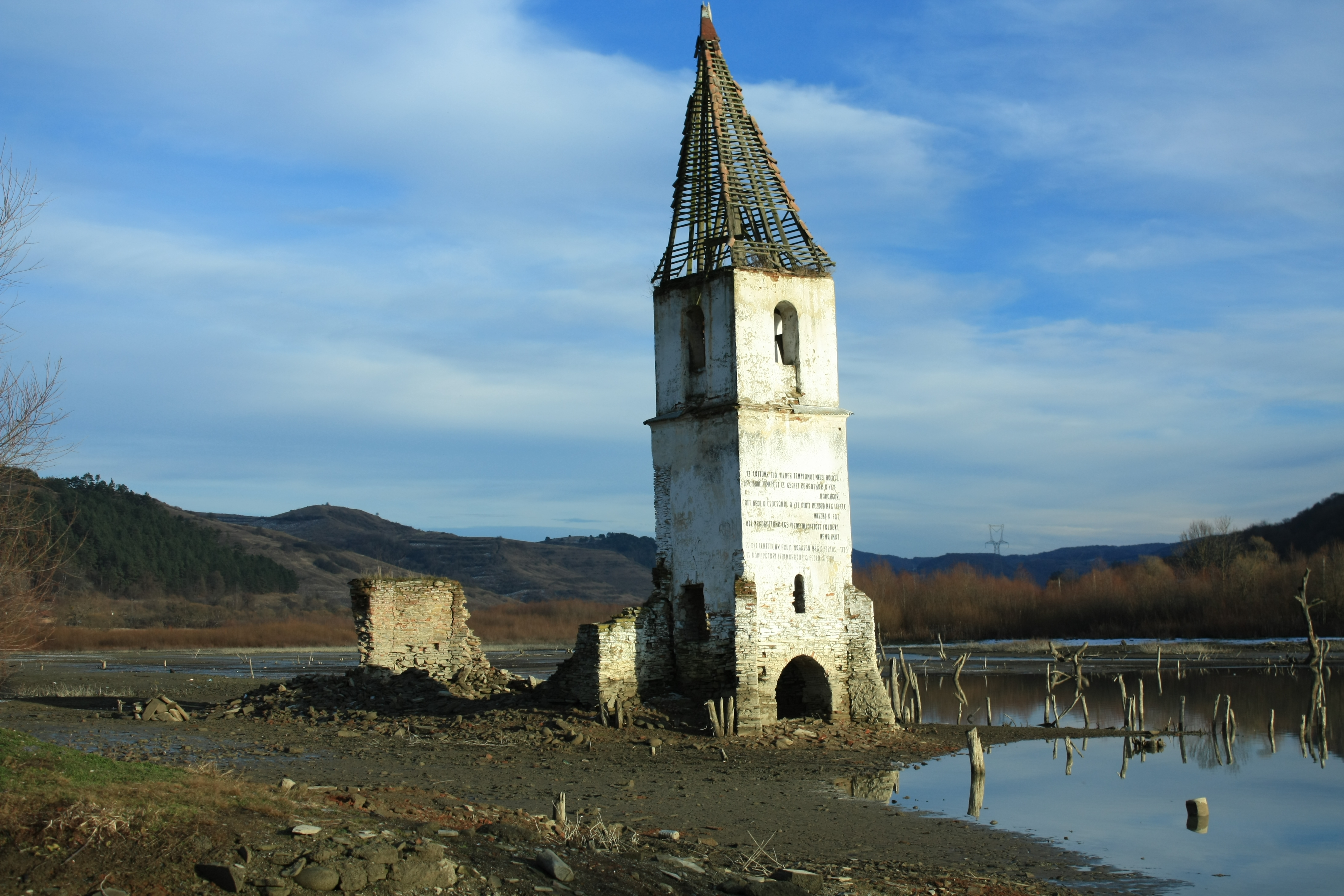
Die Ruine der katholischen Kirche

Bezidu Nou (ungarisch Bözödújfalu, deutsch Neudorf) ist ein weitgehend zerstörtes Dorf in Rumänien im Kreis Mureș. Es war in Ungarn ein Symbol der Zerstörung von Dörfern in der Ära Ceaușescu; 1988 wurde es beim Bau des neuen Staudammes überflutet.

## Lage
Das Dorf liegt 5 km vom Gemeindezentrum Sângeorgiu de Pădure entfernt am Ufer des Cușmed-Baches. Das Dorf wurde von Aussiedlern aus Bözöd (heute Bezid) im Tal des Cușmed-Baches gegründet; die erstmalige urkundliche Erwähnung ist auf 1566 datiert. Bereits im Mittelalter besaß es eine Kirche. An Stelle der älteren Kirche wurde 1740 eine neue hölzerne Kirche errichtet, die 1784 einer steinernen Kirche Platz machte. Dieser Bau ist heute eine katholische Kirche, befindet sich aber gemeinsam mit der Kirche der Unitarischen Kirche Siebenbürgens unter Wasser.

## Geschichte
Das Dorf war ab dem 17. Jahrhundert ein regionales Zentrum der siebenbürgischen Sabbatarier. Hier lebten die letzten von ihnen, bis sie schließlich zum größten Teil 1868 zum jüdischen Glauben übergetreten sind. Die letzten Überlebenden kamen in den nationalsozialistischen Konzentrationslagern um. Das Dorf hatte 1910 noch 679 Einwohner, zum größten Teil ungarischer Herkunft. 1939 errichtete man eine orthodoxe Kirche, die dann aber 1990 wieder abgerissen wurde.
1988 wurde mit dem Bau des Stausees Bezid, mit dem des Staudammes jedoch bereits 1975 begonnen. Die Fertigstellung des Staudammes verzögerte sich jedoch, da 1977 die Arbeit unterbrochen und erst wieder 1984 fortgesetzt wurde. Der Damm ist 625 m lang und 28 m hoch.
1985 begannen rumänische Sicherheitskräfte mit der Räumung des Dorfes. 1992 gab es aber immer noch 126 Einwohner, darunter 99 Ungarn, 23 Roma und 4 Rumänen. Im Jahre 1994 stand das Dorf mitsamt Kirche unter Wasser, die übrig gebliebenen Bewohner zogen weg. 12 Wohnhäuser wurden letztendlich nicht überflutet, in ihnen wohnen insgesamt ca. 40 Personen. Laut der Volkszählung von 2021 gibt es in diesem Ort keine Einwohner mehr.
Die Besonderheit des Dorfes war, dass sich vier traditionelle Religionen einen Ort teilten (Katholizismus, Unitarismus, Orthodoxie und Sabbatianismus). Die ehemaligen Bewohner ließen 1995 eine Gedenktafel errichten, auf der die Namen der Einwohner und die Symbole aller vier im Ort vertretenen Religionen stehen.
Der Originaltext auf Ungarisch lautet:

"A tó fenekén Bözödújfalu nyugszik, 180 házának volt lakói szétszórva a nagyvilágban ma is siratják. A diktatúra gonosz végrehajtói lerombolták, és elárasztották, ezzel egy egyedülálló történelmi-vallási közösséget szüntettek meg, melyben különböző nemzetiségű és felekezetű családok éltek együtt évszázadokon át, egymást tisztelve, és szeretve, példás békességben. Immár a katolikus, unitárius, görögkatolikus és a székely szombatosok fohászai örökre elnémultak. Legyen e hely a vallásbéke helye és szimbóluma."
In deutscher Übersetzung:

„Am Grunde des Sees ruht Bözödújfalu, die Bewohner der 180 Häuser beweinen es zerstreut in der Welt. Eine Diktatur zerstörte es, es wurde überflutet und damit eine einzigartige, historisch gewachsene Religionsgemeinschaft, in der Familien verschiedener Religionen über Jahrhunderte in Respekt, Nächstenliebe und beispielhaftem Frieden zusammenlebten. Nun sind die Gebete der Katholiken, Unitarier, Orthodoxen und der siebenbürgischen Sabbatianer für immer verstummt. Werde dieser Platz ein Symbol des Gedenkens an den Religionsfrieden.“